# Ksawerów (Dolnoslezské vojvodství)
Ksawerów (německy Zwecka) je malá ves na jihu Polska v Dolnoslezském vojvodství. Nachází se severozápadně od města Zawidów nedaleko hranice s Českou republikou. Tvoří ho několik domů a velký statek.

## Galerie

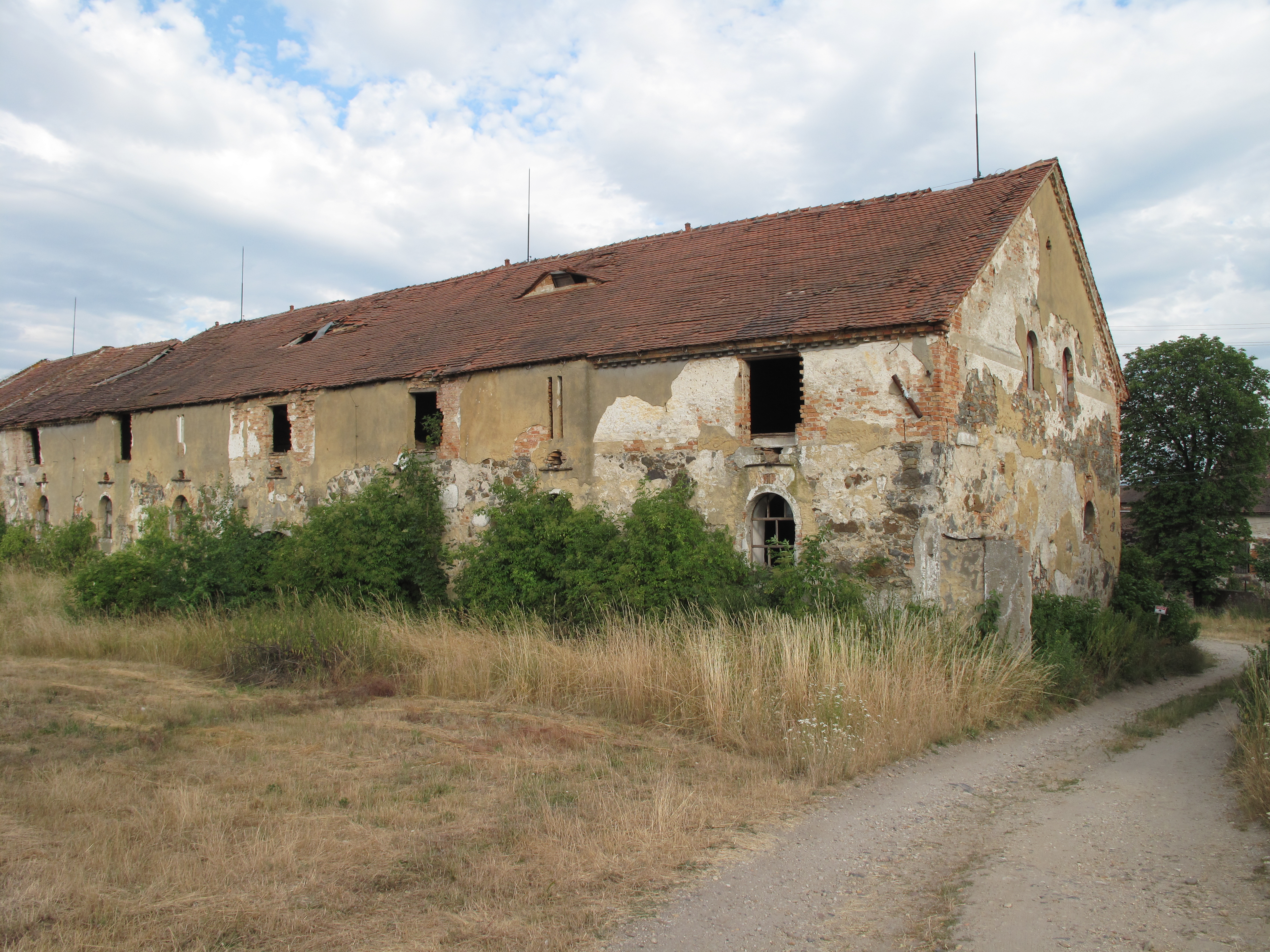
Chátrající část statku
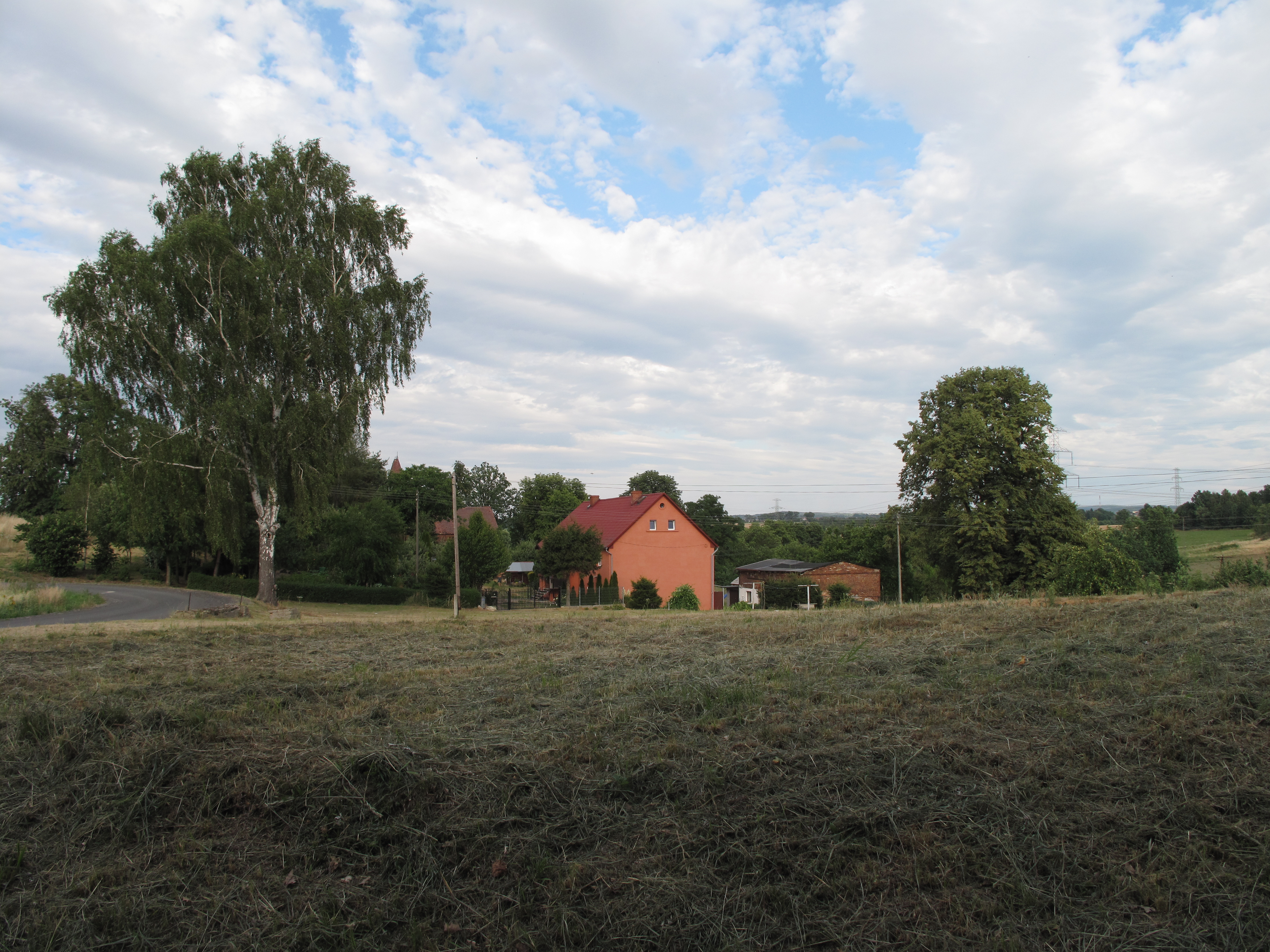
Jeden z domů
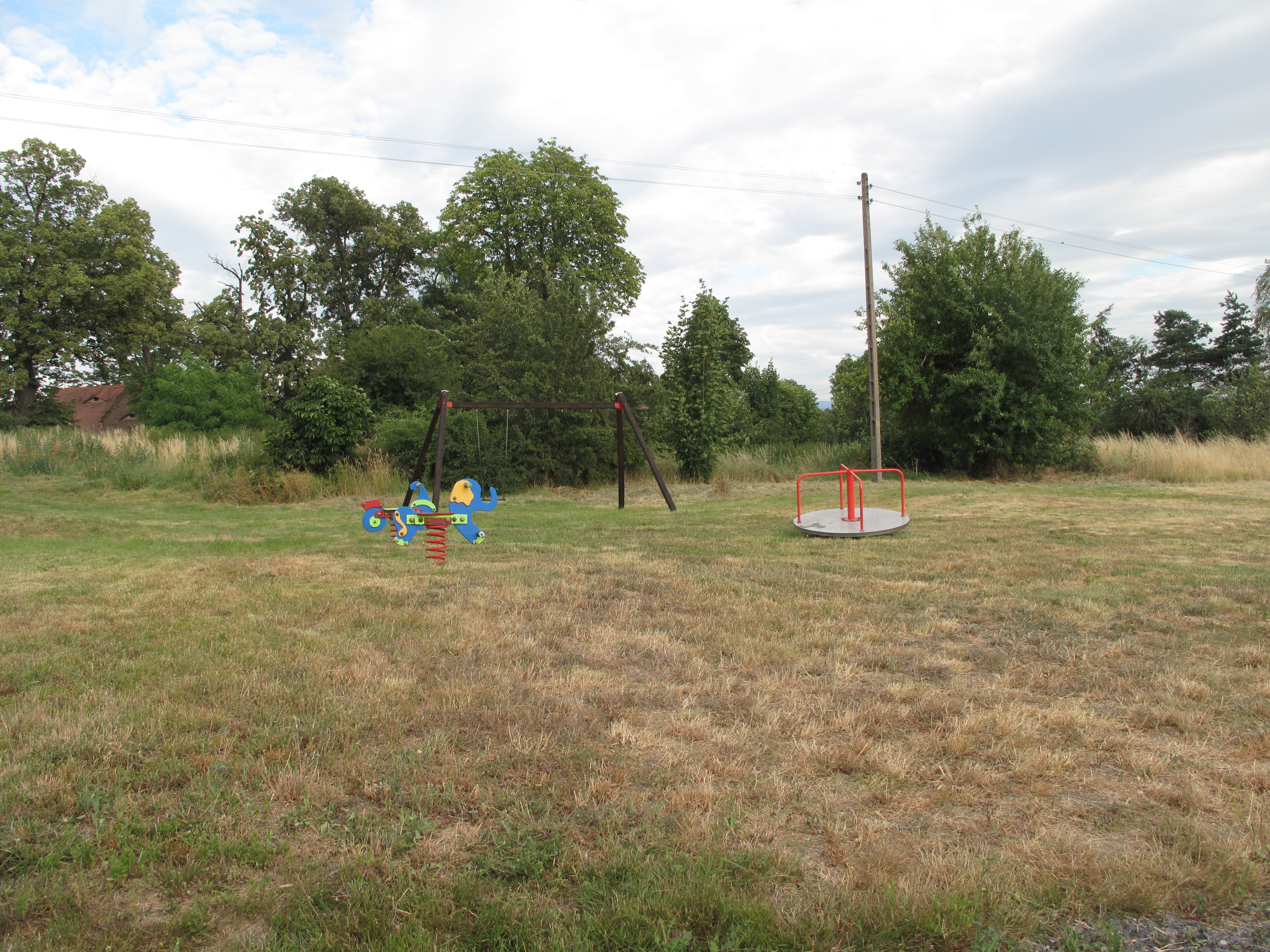
Dětské hřiště